# (30937) Bashkirtseff
(30937) Bashkirtseff ist ein Asteroid des Hauptgürtels, der am 16. Januar 1994 vom belgischen Astronomen Eric Walter Elst und seinem französischen Kollegen Christian Pollas am Observatoire de Calern (IAU-Code 010) nördlich von der Stadt Grasse aus entdeckt wurde.
Der Asteroid wurde nach der russischen Malerin Marie Bashkirtseff (1858–1884) benannt, deren Werk dem Naturalismus zuzuordnen ist und die vor allem durch ihr Tagebuch über die Malerei hinaus bekannt wurde.